# Ökologisches Bildungszentrum (München)

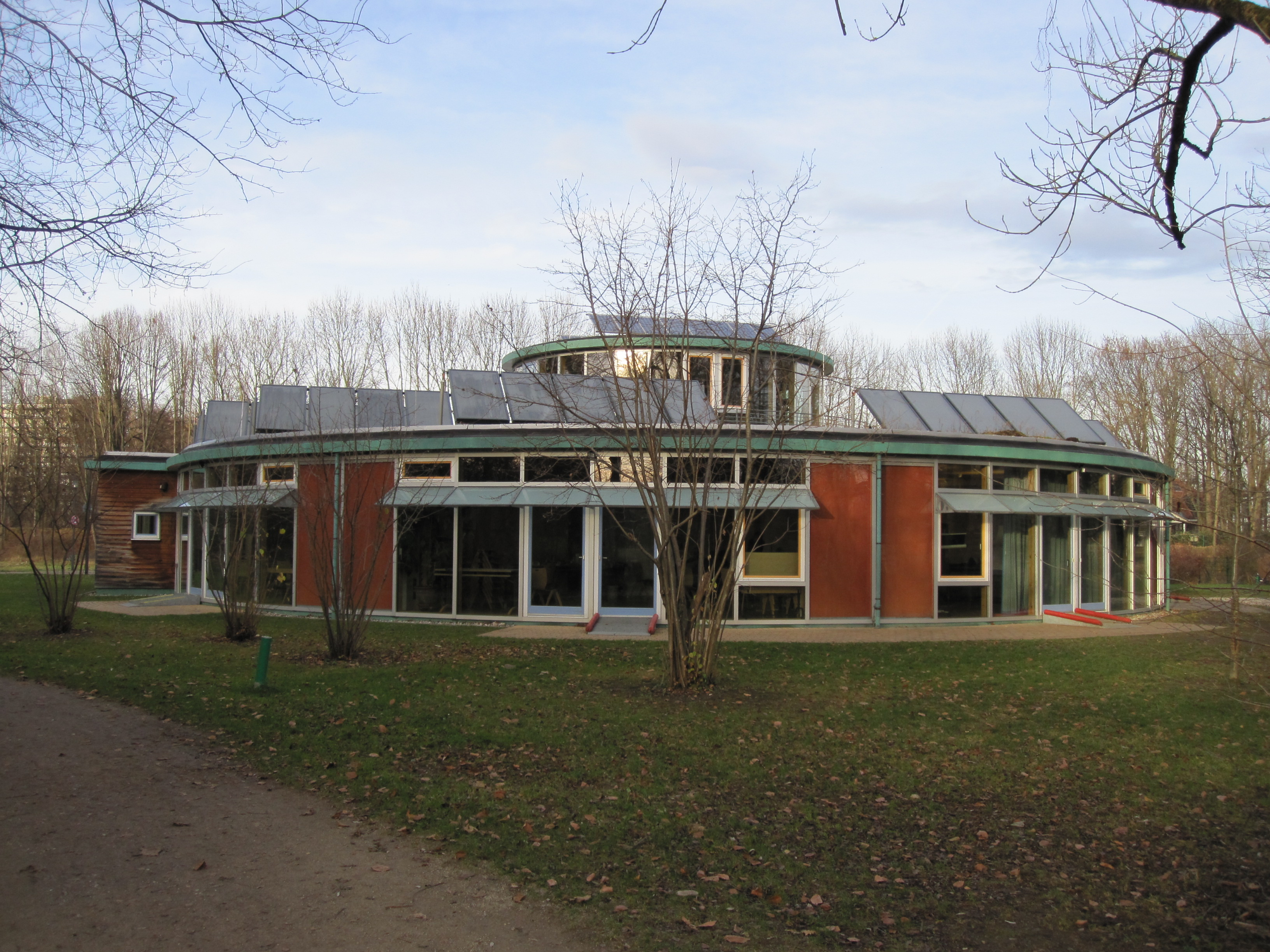
Ökologisches Bildungszentrum

Die Münchner Volkshochschule (MVHS) und das Münchner Umwelt-Zentrum (MUZ) betreiben gemeinsam das Ökologische Bildungszentrum (ÖBZ) im Münchner Stadtteil Englschalking. Hier wurde das ÖBZ im Juli 2001 als Umweltbildungszentrum eröffnet. Es beschäftigt sich in Zusammenarbeit mit der Münchner Volkshochschule und dem MUZ mit Zukunftsthemen und Umwelt.

## Haus
Das Haus des Ökologischen Bildungszentrums befindet sich in einer parkartigen Anlage, in der ökologisch gestaltete Bereiche bestehen. Das Haus wurde nach neuesten ökologischen Kriterien erbaut und verbraucht daher sehr wenig Energie.
Im Inneren des  Rundbaus finden sich ein Werkraum, ein Kinderraum sowie ein  Seminarraum für ca. 100 Teilnehmende. Ein Foyerbereich wird  für Ausstellungen verwandt. Eine  Galerie im 1. Stock dient als Aufenthaltsraum. Auch finden Ausstellungen statt.

## Freiflächen

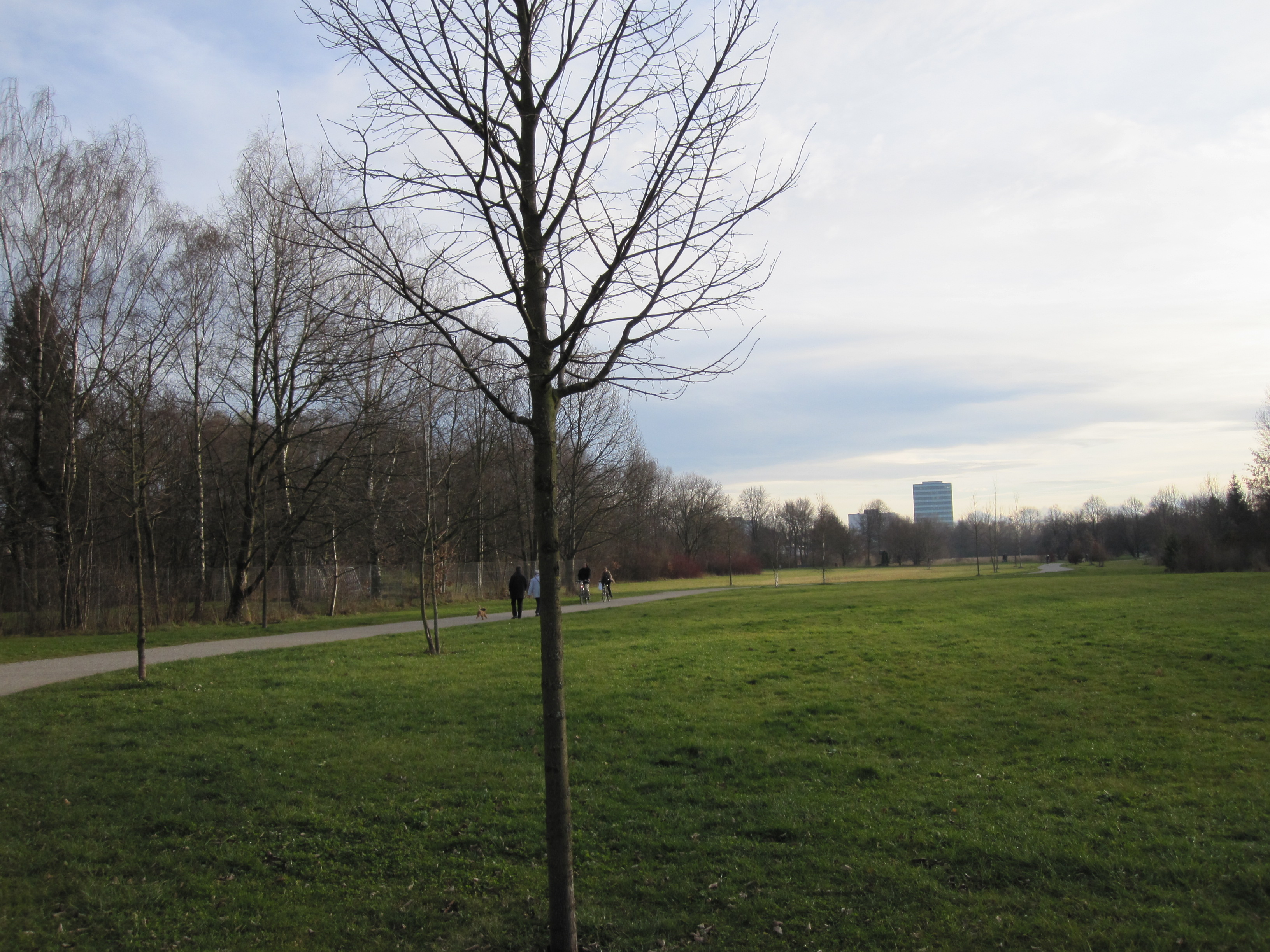
Park

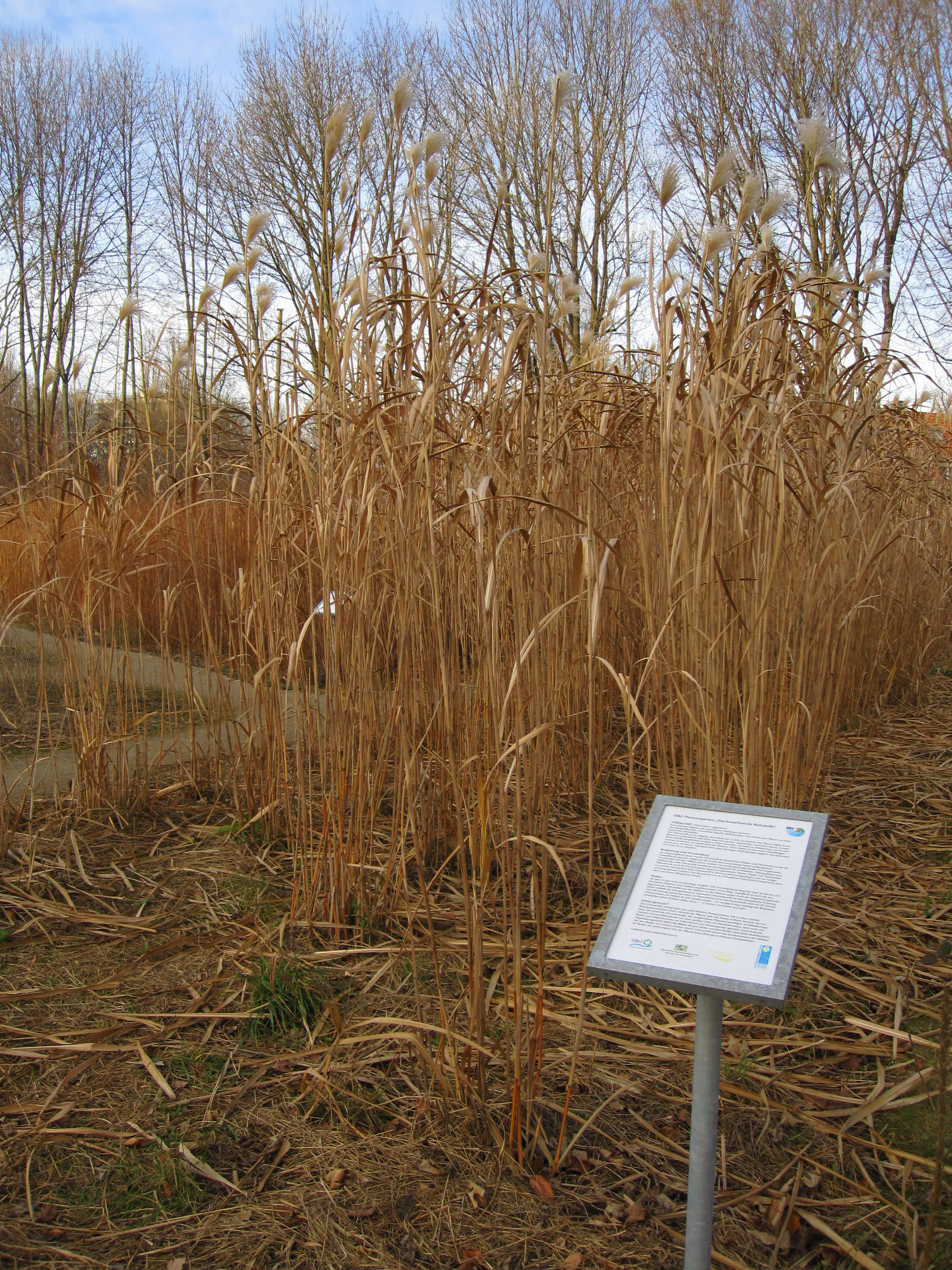
Garten der nachwachsenden Rohstoffe im Park des ÖBZ

Der Park des Ökologischen Bildungszentrums befinden sich auf einem ehemaligen Kies- und Lehmabbaugebiet, das ursprünglich für eine Trasse der Tangente 5-Ost reserviert war. Gegen Ende der 1980er Jahre wurde jedoch diese Fläche umgewidmet, um sie für kulturelle Zwecke und zur Naherholung zu nutzen. Im Rahmen einer Bürgerbeteiligung wurden in der Entstehungsphase des ÖBZ die unterschiedlichen Nutzungsbereiche fixiert.
Bis heute verfolgt das Ökologische Bildungszentrum  bei den Grünflächen diese Idee der „kontinuierlichen Bürgerbeteiligung“. Die eröffnet die Chance, Anregungen und Ideen einzubringen, damit die Freiflächen an die gewandelten Bedürfnisse der Benutzer angepasst werden können. Wobei diese Veränderungen in eine langfristige Planung integriert werden.

## Lage
Das ÖBZ – Englschalkinger Straße 166 (alte Anschrift: Memeler Str. 40) – befindet sich im Münchner Osten unweit des Arabellaparks. Am Effnerplatz zweigt die Englschalkinger Straße vom Mittleren Ring ab. Neben dem Haus Englschalkinger Str. 164 führt ein Fuß- und Radweg zum Ökologischen Bildungszentrum.

## Ziele
Das Hauptziel des ÖBZ ist eine zukunftsfähige Entwicklung Münchens. Daher bilden großstädtische Themen einen Schwerpunkt im Bildungsprogramm. Dabei geht es darum, durch konkrete Beispiele die Verbindungen zwischen Ökologie, Wirtschaft, sozialen und kulturellen Entwicklungen deutlich zu machen und diese aus unterschiedlichen Perspektiven zu betrachten.
Zentrale Themenbereiche des ÖBZ sind:
- Umwelt & Forschung
- Kunst & Natur
- Nachhaltigkeit & Ökologie im Alltag
- Kochen, Ernährung, Gesundheit
- Natur erfahren und erleben in der Stadt
- Zukunft der Gesellschaft – Politik für die Zukunft

## Zielgruppen
Mit seinen Veranstaltungen will das ÖBZ  Multiplikatoren, Senioren, Familien, Kinder und Jugendliche ansprechen. Daraus ergibt sich neben der inhaltlichen Bandbreite auch eine Vielfalt in der Methodik und Didaktik. So werden die Themen in Seminaren, Arbeitskreisen, Exkursionen, Foren, Workshops, Projekten und Aktionstagen vermittelt.
Zentrales Anliegen des ÖBZ ist die Ausbildung von „Schlüsselkompetenzen“, die es dem Einzelnen ermöglichen, sich  eigene Meinung zu aktuellen Themen und Fragen zu bilden und sich an gesellschaftlichen Entwicklungen einzubringen. Wichtige Schlüsselkompetenzen sind etwa die Fähigkeit Probleme fächerübergreifend zu analysieren, vernetztes Denken oder Teamfähigkeit. Darum dreht sich im Ökologischen Bildungszentrum vieles um bürgerschaftliches Engagement und Möglichkeiten zur Bürgerbeteiligung, was sich sowohl in eher theoretischen Angeboten (z. B. „Methoden der Beteiligung“) wie auch in der Vermittlung von praktischen Ansätzen niederschlägt.
Ein  wichtiger Aspekt im ÖBZ ist, wie das Thema „Nachhaltigkeit“  durch neue methodisch-didaktische Ansätze vermittelt und integriert werden kann, etwa durch „Kunst und Kreativität“.